# Penelope Murray
Penelope Murray (* 7. Dezember 1948) ist eine britische Klassische Philologin.
Nach Anstellungen als Research Fellow am King’s College London und am St Anne’s College, Oxford, war sie Gründungsmitglied des Department of Classics der University of Warwick und dort Lecturer. Von 1998 bis zur frühzeitigen Emeritierung war sie Senior Lecturer.
Murray arbeitet insbesondere zur antiken Dichtungstheorie und Ästhetik.
Sie ist die zweite Ehefrau des Althistorikers Oswyn Murray.

## Schriften (Auswahl)
- (Hrsg. mit Pierre Destrée): The Blackwell Companion to Ancient Aesthetics. Chichester, Wiley-Blackwell 2015, ISBN 978-1444337648.
- mit Peter Wilson: Music and the Muses. The culture of 'mousikē' in the classical Athenian city. Oxford 2004.
- mit T. S. Dorsch: Classical literary criticism. Penguin classics, London 2000, ISBN 9780140446517
- What is a Mythos for Plato? In: Richard Buxton (Hrsg.), From myth to reason? Essays on the development of Greek thought. Oxford University Press, Oxford 1999, ISBN 0-19-815234-5, S. 251–262.
- Plato on poetry (Cambridge Greek and Latin classics). Cambridge University Press, Cambridge 1995, ISBN 9780521349819
- Genius. The history of an idea. Oxford, 1989, ISBN 9780631157854
- Poetic Inspiration in Early Greece. In: The Journal of Hellenic Studies. 101, 1981, S. 87–100 (online).